# Daoud Robert Iskander
Daoud Robert Iskander (ur. 1 stycznia 1963 w Piotrkowie Trybunalskim) – profesor nauk inżynieryjno-technicznych; specjalizuje się w biomedycznym przetwarzaniu sygnałów i obrazów; profesor Katedry Inżynierii Biomedycznej Wydziału Podstawowych Problemów Techniki Politechniki Wrocławskiej.

## Życiorys
Ukończył Politechnikę Łódzką i został zatrudniony w Instytucie Elektroniki macierzystej uczelni. W 1992 wyjechał do Australii, gdzie doktoryzował się na Queensland University of Technology (QUT) w Brisbane w 1997, broniąc pracy dotyczącej statystycznego przetwarzania sygnałów. W QUT pracował jako research fellow w Signal Processing Research Centre oraz w Centre for Eye Research (1996-2000). Następnie został zatrudniony jako senior lecturer oraz szef grupy badawczej przetwarzania sygnałów w School of Engineering Griffith University, która także mieści się w Brisbane. 
W 2003 powrócił do Queensland University of Technology na stanowisko principal research fellow w School of Optometry, gdzie kierował grupą przetwarzania sygnałów i obrazów w Contact Lens and Visual Optics Laboratory.
Stopień doktora habilitowanego w dziedzinie biocybernetyki i inżynierii biomedycznej uzyskał w 2010 na Politechnice Śląskiej w Gliwicach. W 2011 rozpoczął pracę w Instytucie Inżynierii Biomedycznej i Pomiarowej Politechniki Wrocławskiej (od listopada 2014 Katedra Inżynierii Biomedycznej), gdzie kieruje Zespołem Przetwarzania Sygnałów Biomedycznych. 
Tytuł profesora nauk inżynieryjno-technicznych nadano mu w 2021 roku. Od lutego 2021 pełni funkcję prodziekana ds. finansowych na Wydziale Podstawowych Problemów Techniki. W roku 2022 został kierownikiem Katedry Inżynierii Biomedycznej Wydziału Podstawowych Problemów Techniki Politechniki Wrocławskiej.
W 2024 wszedł w skład międzynarodowej rady ekspertów organizacji o nazwie International AI in Ophthalmology Society zajmującej się kwestiami zastosowań sztucznej inteligencji w okulistyce (organizację założył Andrzej Grzybowski).
W pracy badawczej zajmuje się: biomedycznym przetwarzaniem sygnałów i obrazów, optyką widzenia, oprzyrządowaniem optometrycznym i okulistycznym, statystyką stosowaną, matematyką stosowaną, detekcją i estymacją oraz metodą bootstrap.
Swoje prace publikował m.in. w „Investigative Ophthalmology & Visual Science”, „Journal of Cataract and Refractive Surgery”, „Cornea”, „IEEE Transactions on Biomedical Engineering” oraz w „IEEE Transactions on Signal Processing”.